# Kayode Akinsanya
Kayode Akinsanya (* 9. Juni 1976) ist ein nigerianischer Badmintonspieler.

## Karriere
Kayode Akinsanya nahm 1996 im Mixed und im Herreneinzel an Olympia teil. Bei beiden Starts verlor er dabei gleich in Runde eins und wurde somit 17. im Mixed und 33. im Einzel. 1995 siegte er bei den Nigeria International im Mixed mit seiner späteren Olympiapartnerin Obiageli Olorunsola.

## Sportliche Erfolge
| Saison | Veranstaltung         | Disziplin    | Platz | Name                                   |
| ------ | --------------------- | ------------ | ----- | -------------------------------------- |
| 1995   | Nigeria International | Mixed        | 1     | Obiageli Olorunsola / Kayode Akinsanya |
| 1996   | Afrikameisterschaft   | Mixed        | 1     | Kayode Akinsanya / Obiageli Olorunsola |
| 1996   | Olympia               | Mixed        | 17    | Kayode Akinsanya / Obiageli Olorunsola |
| 1996   | Olympia               | Herreneinzel | 33    | Kayode Akinsanya                       |